# Ilse Aigner
Ilse Aigner (ur. 7 grudnia 1964 w Feldkirchen-Westerham) – niemiecka polityk i samorządowiec, członkini Unii Chrześcijańsko-Społecznej (CSU), posłanka do Bundestagu, w latach 2008–2013 minister rolnictwa, polityki żywnościowej i ochrony konsumentów w rządzie federalnym, w latach 2013–2018 wicepremier i minister w rządzie Bawarii, a od 2018 przewodnicząca Landtagu Bawarii.

## Życiorys
W 1985 ukończyła naukę w zawodzie technika telekomunikacji, po czym pracowała w rodzinnym przedsiębiorstwie. W 1990 została absolwentką szkoły technicznej, następnie do 1994 była zatrudniona w Eurocopterze.
W 1985 wstąpiła do Unii Chrześcijańsko-Społecznej, a dwa lata później do chadeckiej organizacji kobiecej Frauen-Union. W latach 1990–1998 pełniła funkcję radnej gminy Feldkirchen-Westerham, od 1994 zasiadając jednocześnie w bawarskim landtagu. W 1998 została wybrana na deputowaną do Bundestagu. Z powodzeniem ubiegała się o reelekcję w wyborach w 2002, 2005 i 2009. Zasiadała w kierownictwie frakcji CDU/CSU, a w 2007 weszła w skład prezydium CSU.
31 października 2008 została mianowana ministrem rolnictwa, polityki żywnościowej i ochrony konsumentów w pierwszym rządzie Angeli Merkel. Zastąpiła na tym stanowisku Horsta Seehofera, który został premierem Bawarii. 28 października 2009 objęła ten sam resort w drugim gabinecie dotychczasowej kanclerz. Zakończyła urzędowanie 30 września 2013. Wcześniej w tym samym roku uzyskała mandat posłanki do Landtagu Bawarii, a w październiku 2013 dołączyła do bawarskiego rządu Horsta Seehofera jako wicepremier oraz minister gospodarki, mediów, energii i technologii. Ilse Aigner stała się pierwszą kobietą wchodzącą w skład rządu tego kraju związkowego.
W marcu 2018 w nowym bawarskim rządzie Markusa Södera pozostała na funkcji wicepremiera, obejmując stanowisko ministra mieszkalnictwa, budownictwa i transportu. W tym samym roku ponownie wybrana na deputowaną do landtagu, w listopadzie 2018 powołano ją na nową przewodniczącą bawarskiego parlamentu. Mandat posłanki utrzymała w wyborach w 2023, po których pozostała na funkcji przewodniczącej landtagu.